# Andrea Camata
Andrea Camata, né le 26 novembre 1973, à San Donà di Piave, en Italie, est un joueur italien de basket-ball. Il évolue au poste de pivot.

## Palmarès
- Coupe Korać 1992